# Saint-Césaire-de-Gauzignan
Saint-Césaire-de-Gauzignan – miejscowość i gmina we Francji, w regionie Oksytania, w departamencie Gard.
Według danych na rok 1990 gminę zamieszkiwały 212 osoby, a gęstość zaludnienia wynosiła 31 osób/km² (wśród 1545 gmin Langwedocji-Roussillon Saint-Césaire-de-Gauzignan plasuje się na 699. miejscu pod względem liczby ludności, natomiast pod względem powierzchni na miejscu 912.).